# Enslingen i blåsväder
Enslingen i blåsväder är en svensk film från 1959 i regi av Gösta Bernhard. Bernhard har även flera roller i filmen och medverkar gör även bland andra Stig Järrel och Iréne Söderblom. Filmen var den andra och sista i serien om enslingen Johannes.

## Om filmen
Inspelningen ägde rum i Europafilms studio i Solna stad och på Södra Blasieholmskajen i Stockholm. Förlaga var radioprogrammet Enslingen Johannes, vilket omarbetades till filmmanus av Bernhard och Stig Bergendorff. Fotograf var Jan Lindeström och klippare Wic' Kjellin. Originalmusik komponerades Harry Arnold och Gösta Hemming och i övrigt användes låten "Light Infantry" av Arnold Steck. Filmen premiärvisades den 9 februari på biografen Anglais i Stockholm och var 92 minuter lång och barntillåten.

## Handling
Enslingen Johannes blir uppringd av Gösta Bernhard som vill komma ut och semestra på Johannes kobbe i skärgården.

## Rollista
- Stig Järrel – Enslingen Johannes
- Gösta Bernhard – Gösta Bernhard/Bladh-Bernhard, bokförläggare, Gösta Bernhards bror
- Iréne Söderblom – Irene Bernhard, Gösta Bernhards fru
- Sven Almgren – Staffan, Johannes systerson
- Astrid Bodin – Tilda
- Hjördis Petterson	– Hannelore Schwarz, Gösta Bernhards hembiträde
- Siv Ericks – Astrid Lindqvist-Lönnkvist-Asp
- Sture Ström – Sven Kvist, professionell fotbollsspelare
- Maritta Marke – Lydia Kvist, pensionatsinnehavare, Svens mor
- Gösta Prüzelius – Roth, tandläkare
- Britta Brunius – fru Roth
- Charlotte Åkerhjelm – Maj-Britt Roth, paret Roths dotter
- Vincent Senise-Bjurström – Christer Roth, paret Roths son
- Agneta Prytz – Lisa Bladh-Bernhard, bokförläggarens fru
- Birgitta Grönwald	– Gun Bladh-Bernhard, bokförläggarens dotter
- Chris Wahlström – Johannes syster
- Holger Höglund – Esaias Rydholm, poet
- Sven Holmberg – Jönsson, kamrer
- Gösta Krantz – Vicke Blomqvist, taxichaufför
- Inga Gill	– Tekla Blomqvist, Vickes fru
- Georg Skarstedt – Österman
- Søren Christensen – orkesterledare
- Søren Christensens orkester

### Fotnoter
1. 1 2 3  ”Enslingen i blåsväder”. Svensk Filmdatabas. http://sfi.se/sv/svensk-filmdatabas/Item/?itemid=4583&type=MOVIE&iv=Basic&ref=/templates/SwedishFilmSearchResult.aspx?id%3d1225%26epslanguage%3dsv%26searchword%3dEnslingen+i+bl%C3%A5sv%C3%A4der%26type%3dMovieTitle%26match%3dBegin%26page%3d1%26prom%3dFalse. Läst 14 april 2013.